# Eine Geburtstagstorte für die Katze
Eine Geburtstagstorte für die Katze (schwedischer Originaltitel Pannkakstårtan) ist ein Bilderbuch des schwedischen Autors und Illustrators Sven Nordqvist. Es ist das erste Buch aus seiner Pettersson-und-Findus-Reihe. Die deutsche Erstausgabe erschien 1984 bei der Verlagsgruppe Oetinger.

## Inhalt
Herr Pettersson lebt mit seinem sprechenden Kater Findus auf einem kleinen Bauernhof. An Findus’ Geburtstag, der drei Mal im Jahr gefeiert wird, sollen Pfannkuchen gebacken werden. Die Eier dafür kommen aus dem eigenen Hühnerstall, doch in der Küche gibt es kein Mehl mehr. Als sich Pettersson anschickt, mit dem Fahrrad zum Laden zu fahren, um Mehl zu kaufen, entdeckt er einen Platten im Hinterrad. Das Werkzeug zum Reparieren befindet sich im Werkzeugschuppen, doch der Schlüssel fehlt. Nach einigem Suchen entdeckt Pettersson den Schlüssel am Boden des Brunnens. Um ihn von dort heraufzuholen, benötigt Pettersson eine Angelrute, die auf dem Dachboden des Werkzeugschuppens liegt. Die dafür nötige Leiter steht am Nachbarsgrundstück, auf dem allerdings ein wilder Stier vor sich hindöst. Mit Hilfe eines Grammophons und eines geblümten Vorhangs, den Pettersson Findus an den Schwanz bindet, wird der Stier abgelenkt und Pettersson kann sich die Leiter holen. Als Findus vom Nachbarsgrundstück zurückgeflitzt kommt, wirft er versehentlich einen Korb voller Eier um und Pettersson rutscht in der glitschigen Masse aus. Er schaufelt das ganze Schlamassel samt seiner beschmutzten Hose in einen Eimer. Genau zu diesem Zeitpunkt kommt Nachbar Gustavsson vorbei. Pettersson erklärt ihm, dass er gerade dabei sei, Pfannkuchen zu machen. Als Pettersson dann auch noch aufs Dach des Werkzeugschuppens klettert, kommt Gustavsson zum Schluss, dass Pettersson ordentlich bekloppt sei. Der Schlüssel wird schließlich aus dem Brunnen geangelt, das Fahrrad repariert, Mehl vom Laden geholt und ein riesiger Stapel Pfannkuchen gebacken, den sich Pettersson und Findus bei Tee und Walzermusik im Garten schmecken lassen – wie jedes Mal, wenn Findus Geburtstag feiert.

## Rezeption
Das erste Buch aus der Pettersson-und-Findus-Reihe war in Schweden ein sofortiger Erfolg – gleichermaßen bei Kindern und Erwachsenen. Weitere Bücher folgten und die Serie war bald über Schwedens Grenzen hinweg sehr beliebt. Es dauerte nicht lange und Petterson und Findus wurden zu Stars zweier Animationsfilme (Petterson und Findus und Neues von Pettersson und Findus) sowie einer deutsch-schwedischen TV-Serie (Petterson und Findus).
Für die Übersetzerin Laura A. Wideburg hat der Erfolg mehrere Gründe: Findus ähnelt in seiner Neugier und Abenteuerlust fünfjährigen Kindern, die detailreichen Illustrationen lassen den Leser beim wiederholten Vorlesen immer wieder Neues entdecken und nicht zuletzt gleicht Petterssons Zuhause jenem friedlichen Idyll, das Schweden mit ihrem Sommerhaus nahe einem See verbinden. Für Sally James sind die Illustrationen sogar noch besser als die Geschichten selbst: Sven Nyqvist verwendet satte Farben, klare Linien und eine Million kleinster Details, um die Geschichte zum Leben zu erwecken. Nordqvist selbst nennt als Inspirationsquelle den Illustrationsstil der Zeitschrift MAD.

## Referenzen
Eine Geburtstagstorte für die Katze ist in dem literarischen Nachschlagewerk 1001 Kinder- und Jugendbücher – Lies uns, bevor Du erwachsen bist! für die Altersstufe 3–5 Jahre enthalten.

## Ausgaben
- Pannkakstårtan, 1985, Bokförlaget Opal AB, Stockholm
- Eine Geburtstagstorte für die Katze. Oetinger, 1984 (librarything.com).

## Besonderheiten
Am Ende des Buchs findet sich ein Pfannkuchen-Rezept.